# Mycalesis ustulata
Mycalesis ustulata är en fjärilsart som beskrevs av William Lucas Distant 1885. Mycalesis ustulata ingår i släktet Mycalesis och familjen praktfjärilar. Inga underarter finns listade i Catalogue of Life.